# 92893 Michaelperson
92893 Michaelperson è un asteroide della fascia principale. Scoperto nel 2000, presenta un'orbita caratterizzata da un semiasse maggiore pari a 2,4218170 au e da un'eccentricità di 0,1695896, inclinata di 2,02987° rispetto all'eclittica.
L'asteroide è dedicato all'astrono statunitense Michael J. Person.